# Hans Baluschek
Hans Baluschek, född 19 maj 1870, död 28 september 1935, var en tysk målare.
Baluschek var verksam i Berlin, där han målade realistiska framställningar av folklivet, särskilt från förstäder och fabriker. Hans populära färgteckningar behandlar samma motiv.